# Bussoleno
Bussoleno é uma comuna italiana da região do Piemonte, província de Turim, com cerca de 6.612 habitantes. Estende-se por uma área de 37,38 km², tendo uma densidade populacional de 177 hab/km². Faz fronteira com Usseglio, Mompantero, Chianocco, Susa, San Giorio di Susa, Mattie, Roure.

## Demografia
| Variação demográfica do município entre 1861 e 2011                               |
|                                                                                   |
| Fonte: Istituto Nazionale di Statistica (ISTAT) - Elaboração gráfica da Wikipedia |